# 南瓜拿鐵
南瓜拿鐵（直譯為南瓜香料拿鐵）是一種咖啡飲品，製作原料包括傳統的秋季調味品南瓜派香料（也叫南瓜香料，由肉桂、薑、肉豆蔻和丁香混合製成）、蒸牛奶、濃縮咖啡、糖和少量的南瓜泥，頂層有打發鮮奶油和南瓜香料作為裝飾配料。它由星巴克於2003年首創，現在是該店和很多其他餐廳的時令產品，在美國通常自八月末至次年一月有售。

## 歷史
在其推出的薄荷摩卡和蛋酒拿鐵等冬季時令飲品獲得成功後，星巴克北美區咖啡研發團隊於2003年1月開始開發適合秋季的飲品。研發人員在消費者中對十種飲品進行了測試，而其中南瓜口味咖啡飲品的受歡迎程度處於中等水平，位於巧克力焦糖和肉桂等傳統口味之後。當時市場上並沒有任何南瓜風味的同類產品，所以這一測試結果引起了研發團隊的注意。星巴克隨後嘗試改變配方中南瓜和香料的配比，對這些配方進行測試後，最終選擇了一款不含南瓜的配方，但依然為該飲品取名「南瓜拿鐵」，而非更籠統的「秋收拿鐵」（Fall Harvest Latte）。
2003年秋，使用這一配方的南瓜拿鐵在加拿大溫哥華和美國華盛頓特區的100間星巴克門店首先上市，大受顧客歡迎，第一週的銷量就超過了公司的預期。次年秋天，南瓜拿鐵開始在全美國的星巴克門店銷售。
2015年秋，星巴克改良了南瓜拿鐵的配方，從中移除了人工色素，並增加了一種「南瓜香料風味糖漿」，其中包含真正的南瓜泥。

2017年秋，星巴克推出了以印度奶茶代替咖啡的衍生飲品——南瓜風味印度茶拿鐵。

## 製作原料
星巴克2015年起使用的南瓜拿鐵配方包括：
- 濃縮咖啡
- 牛奶
- 南瓜香料風味糖漿：糖、濃縮淡奶、南瓜泥、少於2%的果蔬汁（用於著色）、天然香精、胭脂樹紅（色素）、山梨酸鉀（防腐劑）、鹽
- 打發淡奶油：淡奶油（鮮奶油、單雙甘油酯（英语：Mono- and diglycerides of fatty acids）、卡拉膠）
- 星巴克香草糖漿：糖、水、天然香精、山梨酸鉀（防腐劑）、檸檬酸
- 南瓜香料：肉桂、薑、肉豆蔻、丁香、亞硫酸鹽（防腐劑）

## 營養成分
星巴克官方發佈的營養成分表顯示，一份「大杯」（grande，16美制盎司，約合473毫升）熱南瓜拿鐵所含熱量為390千卡，其中飽和脂肪含量為9克，是美國食品藥品監督局參考每日攝入量的45%，而糖含量達50克，超過了美國農業部推薦的每日攝入量。南瓜本身富含維生素A、鉀和膳食纖維，不過由於2015年以前的南瓜拿鐵配方中其實不含有真正的南瓜，南瓜的營養價值並不能體現在這一飲品中。雖然2015年起的改良配方中包括南瓜泥，但是每杯南瓜拿鐵中的南瓜泥含量其實非常之小，對飲品的營養成分表幾乎沒有任何影響。食品科學學會2016年發佈的一篇文章認為，這樣的配方改動只是為了「滿足那些想要在配料表中看到真南瓜的人」。
2014年，網名為「食物寶貝」（Food Babe）的偽科學作者瓦妮·哈利發表了一篇文章，抨擊星巴克南瓜拿鐵的營養成分。除了指出飲品含糖量高，並且不含有真正的南瓜之外，文章主要批評星巴克使用的IV類焦糖色中含有微量的潛在致癌物4-甲基咪唑。美國食品藥品監督局、歐洲食品安全局和加拿大衛生部等政府機構給出的指引均認為，食品中由於焦糖色而含有的4-甲基咪唑劑量不對人體構成危害。有媒體分析指出，哈利的文章是星巴克在次年改良配方時決定移除人工色素的主要原因。

## 銷售與宣傳
據星巴克統計，南瓜拿鐵在問世的首十年銷量超過2億杯，截止2019年初銷量約4.24億杯，是該公司最受歡迎的時令飲品。據《福布斯》雜誌2015年發表的一篇文章估算，南瓜拿鐵在這一年秋天為星巴克帶來的銷售額約為一億美元。市場研究機構的報告顯示，在星巴克購買南瓜拿鐵的顧客比不購買南瓜拿鐵的顧客平均每筆消費金額更高，總體上更年輕，收入也更高。
星巴克在社交媒體上進行了大量專門針對南瓜拿鐵的行銷。2011年和2012年，星巴克在Facebook上舉辦競賽，邀請美國顧客每天回答測驗問題，為自己所在的城市贏取積分，活動結束時積分最高的城市將會比全國其他城市提前一週開始銷售南瓜拿鐵。2013年和2015年，星巴克在社交媒體專頁上發布了「秘密口令」，知曉口令的顧客可以比公開發售時間提前約一週買到南瓜拿鐵。2014年，星巴克推出了一個為期五天的解謎遊戲，遊戲在結尾揭曉了一個口令，首個向店員出示這一口令的顧客將會「解鎖」其所在的星巴克門店，讓所有到此店的顧客都可以提前買到南瓜拿鐵。2014和2015年，星巴克先後以南瓜拿鐵的擬人口吻開通了Twitter、Tumblr和Instagram帳戶，其中Twitter帳戶截至2021年有超過九萬名追蹤者。星巴克店員寫在杯子上、用來代表南瓜拿鐵的代號「PSL」（南瓜拿鐵英文名首字母縮寫）逐漸發展成了這一飲品的代稱，並衍生出了社交媒體主題標籤「#PSL」。2016年，有社交媒體分析機構發佈數據，顯示Twitter標籤「#PSL」和短語「Pumpkin Spice Latte」合計出現在了約5680萬條推特當中，而Instagram上帶有「#pumpkin」（#南瓜）標籤的帖文中有超過73萬條與南瓜拿鐵相關，帶有「#PSL」標籤的帖文接近47萬條。
星巴克南瓜拿鐵的成功使得它在美國成為了秋季的象徵和代名詞之一，有媒體形容「它對於許多人來說預示著秋天的開始」，「星巴克的市場行銷部門事實上擁有了宣佈秋天開始的權利」，「秋天的清冷空氣似乎都像是星巴克的廣告」。2015年，南瓜口味的咖啡飲品是全美銷量第三高的南瓜產品，僅次於南瓜派餡料和南瓜忌廉。包括麥當勞、Dunkin' Donuts、潘娜拉麵包店等大型連鎖餐廳以及M&M's、Cheerios、奧利奧等食品生產商在內的許多企業都推出了自己的南瓜拿鐵和其他南瓜風味食品。此外，還有廠商推出了南瓜香料氣味的其他日用品，如乳液、洗髮水、香氛蠟燭、牙膏、清潔用品等。《福布斯》根據市場研究公司尼爾森發佈的數據估算，與南瓜香料有關的衍生產品市場份額在2015年超過5億美元，在2018年已超過6億美元。